# اسدالله رضوی
اسدالله رضوی (زادهٔ ۱۳۲۴ در کرمان) نمایندهٔ حوزهٔ انتخابیهٔ کرمان در دورهٔ پنجم مجلس شورای اسلامی بوده‌است. وی پیش‌تر در دورهٔ چهارم نیز عضو این مجلس بود.